# Vontaze Burfict
Vontaze DeLeon Burfict Jr. (geboren am 24. September 1990 in Los Angeles, Kalifornien) ist ein ehemaliger US-amerikanischer American-Football-Spieler auf der Position des Linebackers. Er spielte College Football für die Arizona State University. Zuletzt stand Burfict bei den Oakland Raiders in der National Football League (NFL) unter Vertrag. Von 2012 bis 2018 spielte er für die Cincinnati Bengals.

## College
Burfict ging auf die Centennial High School in Corona, Kalifornien, und galt neben Matt Barkley in Kalifornien als bester Spieler an der Highschool. 247Sports bewertete ihn als elftbesten Spieler des Landes in seinem Jahrgang. Burfict wollte am College zunächst für die University of Southern California spielen, entschied sich jedoch am National Signing Day stattdessen für die Arizona State University.
Nach seinem ersten Jahr am College für die Arizona State Sun Devils wurde Burfict zum Defensive Freshman of the Year in der Pacific-10 Conference gewählt. In seinem zweiten Jahr konnte er sich weiter steigern und wurde zum Defensive MVP der Pac-10 ernannt. Er forcierte zwei Fumbles und führte sein Team mit 90 Tackles, davon 8,5 für Raumverlust, an. Nach einem weniger überzeugenden dritten Jahr gab Burfict im Januar 2012 bekannt, auf sein letztes Jahr am College zu verzichten und sich für den NFL Draft anzumelden.

## NFL
Burfict wurde im NFL Draft 2012 von keinem Team ausgewählt, was auf seine zahlreichen Fouls am College und eine schwache Leistung beim NFL Combine zurückgeführt wurde. Die Cincinnati Bengals nahmen Burfict daraufhin als Free Agent unter Vertrag.
Ab dem dritten Spieltag seiner Rookiesaison lief Burfict wegen eines verletzungsbedingten Ausfalls als Starter auf. Er verzeichnete 127 Tackles. In der Saison darauf konnte er sich auf 171 Tackles steigern, womit er die NFL in dieser Statistik anführte. Er wurde für den Pro Bowl nominiert und erhielt im August 2013 eine Vertragsverlängerung um vier Jahre über 20 Millionen US-Dollar. Zugleich wurde Burfict 2013 mehrfach für unfaires bzw. zu hartes Spiel bestraft und musste drei Strafen mit einer Summe von 58.875 Dollar zahlen.
In der Saison 2014 bestritt Burfict nur fünf Spiele. Nachdem er zu Beginn der Saison zwei Spiele wegen einer Gehirnerschütterung verpasst hatte, beendete eine Knieverletzung seine Saison vorzeitig. Beim Spiel gegen den Divisionskonkurrenten Pittsburgh Steelers in Woche 14 der Saison 2015 wurde Burfict wegen drei regelwidriger Tackles von der NFL zu Strafzahlungen in Höhe von 69.454 Dollar verurteilt. Wegen eines weiteren Vergehens im letzten Spiel der Regular Season sowie einem regelwidrigen Tackle gegen Antonio Brown in der Wildcard-Runde der Play-offs – wiederum gegen die Pittsburgh Steelers – wurde Burfict für die ersten drei Spiele der Saison 2016 gesperrt.
Nach einem weiteren Verstoß in einem Preseason-Spiel 2017 wurde Burfict für die ersten fünf Partien der Regular Season suspendiert, was später auf drei Spiele reduziert wurde. Wegen Verletzung der NFL-Richtlinien zu leistungssteigernden Substanzen begann auch die Spielzeit 2018 für Burfict mit einer Sperre, die in diesem Fall vier Spiele andauerte. Nach der Saison wurde er am 18. März 2019 von den Bengals nach sieben Jahren entlassen. Für die Bengals hatte Burfict in drei Saisons jeweils über 100 Tackles erzielt. Am Tag nach seiner Entlassung nahmen ihn die Oakland Raiders unter Vertrag.
Bei den Raiders wurde Burfict zu einem der Mannschaftskapitäne ernannt. Nach einem verbotenen Helm-zu-Helm-Hit im vierten Saisonspiel wurde er bis zum Saisonende gesperrt, was die bislang längste Sperre wegen eines Vergehens auf dem Feld war. Mit dem Ende der Saison 2019 lief Burficts Vertrag bei den Raiders aus.